# تشارلز بيرس كودي
تشارلز بيرس كودي هو محامي وسياسي أمريكي، ولد في 22 فبراير 1868 في بالتيمور في الولايات المتحدة، وتوفي بنفس المكان في 16 فبراير 1934. نشط حزبياً في الحزب الديمقراطي. وقد انتخب عضو مجلس النواب الأمريكي ‏.